# Герб Суджи
Герб Су́джи — официальный символ города Суджи Курской области России, пожалованный 8 января 1870 года.

## Описание
Положение о гербе Суджи даёт следующее описание герба:

— На русском дореформенном:
Въ верхней части гербъ Курскій, внизу "сидящій въ тростникѣ сѣрый дикій гусь въ серебряномъ поле, означающій великое ихъ изобиліе"
— На современном русском:
В верхней части герб Курский, внизу "сидящий в тростнике серый дикий гусь в серебряном поле, означающий великое их изобилие"

## История
23 мая 1779 года была образована Курская губерния в составе 15 уездов. Центром одного из уездов стал город Суджа.
8 января 1780 года были учреждены гербы всех уездных городов Курского наместничества.

В 1860 году в ходе геральдической реформы Б. Кене был разработан проект нового герба Суджи, который не был утверждён: 
Въ серебряномъ щитѣ лазурная волнообразная оконечность, по которой плыветъ лазурный гусь, сопровождаемый 2 зелеными камышами, въ вольной части гербъ Курской губерніи; щитъ увѣнчанъ серебряной стенчатой короной и окруженъ золотыми колосьями, соединенными Александрійскою лентою 

## Примечание
1. ↑  Администрация города Суджа Суджанского района Курской области. Дата обращения: 3 октября 2024. Архивировано 9 августа 2024 года.
2. 1 2  ГЕРБ ГОРОДА СУДЖА. Архивировано 7 октября 2024 года.
3. ↑  old-kursk.ru. Суджа. old-kursk.ru. Дата обращения: 3 октября 2024. Архивировано 7 октября 2024 года.